# Pediobius derroni
Pediobius derroni är en stekelart som beskrevs av Boucek 1977. Pediobius derroni ingår i släktet Pediobius och familjen finglanssteklar. Inga underarter finns listade i Catalogue of Life.